# المسیله، الجزایر
المسیله (به عربی: المسیلة) شهری در استان المسیله واقع در کشور الجزایر است که در سال ۱۹۹۸ میلادی ۹۹٫۸۵۵ نفر جمعیت داشته و جمعیت آن در سال ۲۰۰۵ میلادی به ۱۴۰٫۰۴۸ نفر رسیده‌است.